# Эрдёш, Пал
Пал Э́рдёш (венг. Erdős Pál; 26 марта 1913, Будапешт — 20 сентября 1996, Варшава) — венгерский математик, один из наиболее продуктивных математиков XX века. Работал в самых разных областях современной математики: комбинаторика, теория графов, теория чисел, математический анализ, теория приближений, теория множеств и теория вероятностей. Лауреат множества математических наград, включая премию Вольфа (1983/1984). Основатель премии Эрдёша.
Количество написанных им научных статей, как и число соавторов этих статей, не имеет аналогов среди современных ему математиков (более 1400).

## Биография
Родился в Будапеште (тогда Австро-Венгерская империя) и был старшим ребёнком в образованной еврейской семье. Его родители получили математическое образование и работали учителями. Мать — Анна (Йоханна) Вильгельм (1880—1971), родом из Поважска-Бистрицы, — некоторое время была директором школы (1919—1920), отец — Лайош Эрдёш (до политики мадьяризации имён — Энгландер, 1879—1942) — был призван в действующую армию в годы Первой мировой войны, попал в плен на русском фронте и провёл несколько лет в плену в Сибири.
Ещё в раннем детстве проявил выдающиеся математические способности, в четырёхлетнем возрасте перемножая в уме четырёхзначные числа. В школьные годы неоднократно выигрывал математические олимпиады. В 1930 году поступил в Будапештский университет. В возрасте 19 лет нашёл альтернативное доказательство постулата Бертрана, гораздо более простое, чем ранее известные. Спустя 4 года после поступления в университет не только досрочно окончил обучение, но и защитил диссертацию. В Венгрии, как и в соседней Германии, набирал силу антисемитизм, поэтому в 1934 году принял приглашение переехать в Великобританию и занять должность в Манчестерском университете.
В 1938 году уехал в США, около года работал в принстонском Институте перспективных исследований, затем перешёл в Пенсильванский университет. Не получил американского гражданства, но с началом маккартизма заслужил репутацию политически подозрительной личности; в результате после Международного конгресса математиков в Амстердаме (1954 год) ему запретили въезд в США. Эрдёш перешёл в израильский Технион, где провёл более десяти лет.
В дальнейшем проводил жизнь в постоянных путешествиях по миру. Неутомимо работал до последнего дня. По отзывам друзей, учёный злоупотреблял крепким кофе и амфетаминами. Умер от сердечного приступа во время конференции в Польше, в кармане у него был билет на самолёт до Вильнюса, где должна была состояться его следующая конференция. Похоронен вместе с отцом и сестрой в Будапеште на Еврейском кладбище на улице Козма.
Член Венгерской академии наук и Нидерландской королевской академии наук, Американской академии искусств и наук (1974), иностранный член НАН США (1980) и Лондонского королевского общества (1989).
Подписал «Предупреждение учёных человечеству» (1992).

## Особенности характера
Начиная с конца 1930-х годов и до самой смерти стиль жизни Эрдёша можно охарактеризовать как «странствующий математик»: он путешествовал между научными конференциями и домами коллег по всему миру, появлялся на пороге со словами «мой мозг открыт» и оставался на время, необходимое для совместной подготовки нескольких статей, чтобы уехать дальше ещё через несколько дней. Щедро делился с окружающими своими математическими идеями и сам легко откликался на чужие идеи. Большинство статей написал с соавторами, общее количество которых было около пяти сотен. Традиционно в математике совместная статья является скорее исключением, чем правилом, в связи с чем этот феномен породил шуточный наукометрический показатель «число Эрдёша» (длина кратчайшего пути от автора до Эрдёша по совместным публикациям).
До конца жизни говорил по-английски с сильным венгерским акцентом до такой степени, что в любой части света венгры безошибочно определяли соотечественника, даже издалека услышав его английскую речь.
На вопрос журналиста, не слишком ли он пессимистичен, Эрдёш ответил, что в нашей судьбе пессимистично только одно: «Человек живёт недолго и надолго умирает».
Будучи агностиком-атеистом, он, тем не менее, утверждал существования «Книги»(The Book)  — сущности, в которой Бог записал самые лучшие, наиболее элегантные доказательства математических теорем.
Выступая с лекцией в 1985 году, он сказал: «Вы не обязаны верить в Бога, но вы должны верить в Книгу». Эрдёш сомневался в существовании Бога, в шутку он называл его SF (сокращение от "Supreme Fascist", т. е. «Верховный Фашист»), обвиняя его в том, что тот прячет его носки и венгерские паспорта, а также оставляет самые элегантные математические доказательства при себе. Когда он видел особенно красивое математическое доказательство, он восклицал: «Это из Книги!» Позже это вдохновило на создание книги под названием «Доказательства из Книги».

## Вклад
Ниже указаны лишь некоторые результаты Эрдёша.

### Теория чисел
- Доказал, что существует такое число {\displaystyle c<1}, что для бесконечно многих простых чисел {\displaystyle p} выполняется неравенство {\displaystyle p'-p<c\log p}, где {\displaystyle p'}— следующее простое число.
- Доказал, что для любой константы {\displaystyle c>0} существует бесконечно много простых чисел {\displaystyle p}, таких что

- Получил (параллельно с А. Сельбергом и независимо от него) первое элементарное доказательство асимптотического закона распределения простых чисел.
- Дал краткое доказательство расходимости ряда {\displaystyle \sum \limits _{p}{\frac {1}{p}}} (с суммированием по всем простым) элементарными методами[22].

Пусть ряд сходится. Тогда для некоторого {\displaystyle k} выполнено {\displaystyle \sum \limits _{p\geq k}{\frac {1}{p}}<{\frac {1}{2}}}.
Пусть зафиксировано некоторое произвольное {\displaystyle N}. Разобьём все числа меньшие {\displaystyle N} на два класса - те, которые имеют простой делитель {\displaystyle p\geq k} и те, у которых все простые делители меньше {\displaystyle k}.
Количество чисел в первом классе ограничено сверху величиной {\displaystyle \sum \limits _{p\geq k}{\left\lfloor {\frac {N}{p}}\right\rfloor }\leq \sum \limits _{p\geq k}{\frac {N}{p}}<{\frac {N}{2}}}.
Каждое число из второго класса представимо в виде {\displaystyle a{b^{2}}}, где {\displaystyle a} свободно от квадратов, то есть является произведением какого-то набора простых чисел меньших {\displaystyle k}. Кроме того, очевидно, {\displaystyle b\leq {\sqrt {N}}}. Значит, таких чисел существует не более чем {\displaystyle {2^{k}}{\sqrt {N}}}.
Рассмотрев это рассуждение для числа {\displaystyle N>2^{2k+2}} можно получить, что общее количество чисел меньших {\displaystyle N} будет {\displaystyle {\frac {N}{2}}+{2^{k}}{\sqrt {N}}<{\frac {N}{2}}+{\frac {N}{2}}=N}, что приводит к противоречию, так как каждое число меньше {\displaystyle N}, очевидно, принадлежит ровно к одному классу.
- Доказал, что для {\displaystyle 4\leq k<n} и {\displaystyle l\geq 2} уравнение {\displaystyle C_{n}^{k}=m^{l}} не имеет решений в целых числах.
- В арифметической комбинаторике получил первые результаты по теореме сумм-произведений[23], а в аддитивной комбинаторике впервые поставил вопросы, касающиеся множества разностей выпуклых множеств[24].

### Комбинаторика
- Вероятностный метод

- Вместе с Дьёрдем Секерешем для диагональных чисел Рамсея доказал неравенство

{\displaystyle (1+o(1)){\frac {s2^{s/2}}{{\sqrt {2}}e}}\leq R(s,s)\leq (1+o(1)){\frac {4^{s-1}}{\sqrt {\pi s}}}.}.
- Теорема Эрдёша — Радо — обобщение теоремы Рамсея на бесконечные множества.

- Теорема Эрдёша — Секереша: всякая последовательность различных вещественных чисел длины {\displaystyle (a-1)(b-1)+1} содержит возрастающую подпоследовательность длины {\displaystyle a} или убывающую длины {\displaystyle b}.

### Геометрия
- Теорема де Брёйна — Эрдёша — проективный аналог теоремы Сильвестра.
- Теорема Эрдёша — Эннинга — утверждение о том, что бесконечное множество точек на плоскости может иметь целые расстояния между точками множества лишь когда все точки лежат на одной прямой.
- Теорема Эрдёша — Сёкефальви-Надя — утверждение о том, что многоугольник без самопересечений может быть преобразован в выпуклый многоугольник посредством конечного числа зеркальных отражений компонент связности выпуклой оболочки («карманов»).

## Награды
- 1945 — Стипендия Гуггенхайма[25]
- 1946 — Стипендия Гуггенхайма
- 1951 — Премия Коула по теории чисел
- 1957 — Премия имени Кошута
- 1983 — Государственная премия Венгрии[венг.]
- 1983/84 — Премия Вольфа по математике
- 1991 — Золотая медаль Венгерской академии наук[венг.]